# Mötet med flygfolket
Mötet med flygfolket är Fint Tillsammans' andra studioalbum, utgivet 1998 på Silence Records.
Albumet spelades in i Studio Filmen brinner med  Anders Ericsson och Fint Tillsammans som producenter. Det mixades i Silence Studio av Anders Lind och mastrades i Polar Studios av Åsa Winzell.

## Låtlista
Text och musik av Fint Tillsammans.
1. "Snart tar allting slut"
2. "Jag sov på en våg"
3. "Tanken flög"
4. "Allt känns som ett skämt"
5. "Nu minns jag"
6. "Så är det med regnet (det väntar tills du somnat om)"
7. "Mötet med flygfolket"
8. "Här igen"
9. "Vi går på sank mark"
10. "Sämre saker"
11. "Emigranterna"

## Medverkande
- Anders Ericsson – gitarr, keyboards, slagverk, producent, mixning, inspelning
- Björn Hansell – saxofon
- Karin Krantz – trombon
- Anders Lind – mixning
- Thomas Meyer – telefon, grammofon
- Mårten Nehrfors – viola
- Nina Ramsby – artwork
- Lisen Schultz – cello
- Martin Stensö – medverkande musiker
- Henrik Svensson – medverkande musiker
- Jim Tegman – illustration
- Henrik Wiklund – medverkande musiker
- Åsa Winzell – mastering